# Гардова
Гардова — ландшафтний заказник місцевого значення в Україні. Розташований на території Голованівського району, Благовіщенської міської ради, Кіровоградської області, неподалік від села Вільхове. 
Площа — 195,21 га, статус отриманий у 2013 році.